# Old Sloatsburg Cemetery

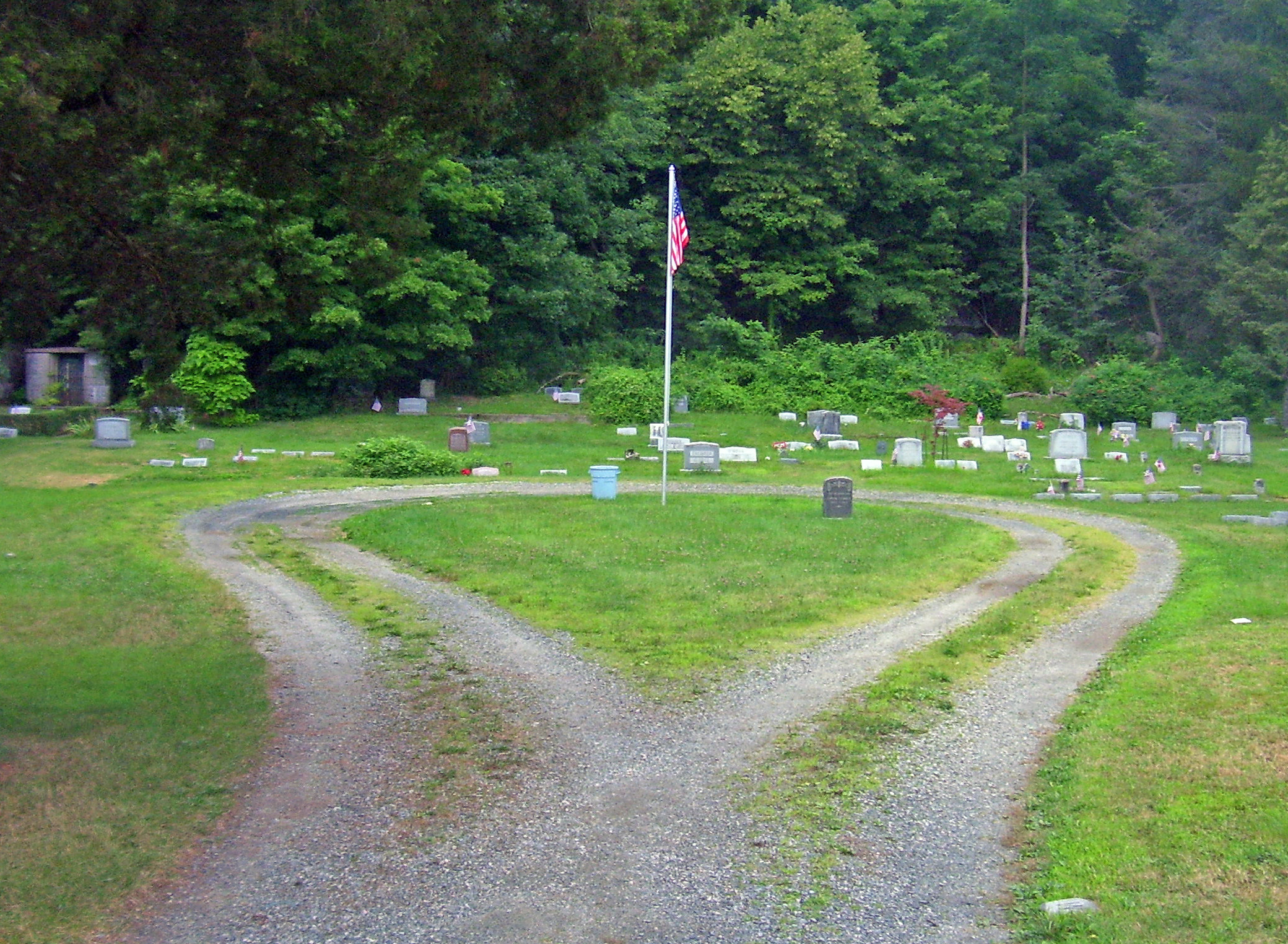
Abschnitt am westlichen Ende des Friedhofes

Der Old Sloatsburg Cemetery ist ein Friedhof am Ende der Richard Street in Sloatsburg, New York in den Vereinigten Staaten. Ursprünglich war der Friedhof die Begräbnisstätte von John Sloat, einem Opfer des Amerikanischen Unabhängigkeitskrieges im Jahr 1781. Nachdem mehr als ein halbes Jahrhundert hier keine weiteren Begräbnisse stattfanden, wurde der Friedhof mehrfach erweitert und umfasste zum Zeitpunkt des letzten Begräbnisses 1949 etwa 1200 Gräber.
Die Landschaftsanlage des Friedhofs spiegelt mehrere Epochen der Friedhofsgestaltung wider. Ende des 20. Jahrhunderts wurde der Friedhof aufgegeben und vernachlässigt, und nur einige Familiengräber wurden von den jeweiligen Familien gepflegt. Erst Mitte der 1990er Jahre organisierten die Bürger Sloatsburgs eine Sanierung des Geländes, die 1999 zur Eintragung des Friedhofes in das National Register of Historic Places führte. Er wird seitdem durch die Gemeinde unterhalten.

## Objekt
Der Friedhof befindet sich auf einer rechteckigen fünf Acre (etwa zwei Hektar) großen Parzelle im westlichen Bereich des Ortes, südlich der Eagle Valley Road und westlich der New York State Route 17. Das Gelände des Friedhofs fällt nach Westen zu einem Wäldchen hin ab, im östlichen Bereich liegen auf einer trommelförmigen Anhöhe, etwa sechs Meter erhöht, an der östlichen Begrenzung des Friedhofes die Gräber der Familie Sloat. Der älteste der 30 Grabsteine hier stammt aus dem Jahr 1781 und erinnert an John Sloat, die weiteren stammen aus der Zeit nach 1838. Eine geschotterte Zufahrt führt von der Eagle Valley Road zur nordöstlichen Ecke des Friedhofes und zunächst zu einem Ringweg, an dem die Gräber der Familie Sloat liegen. Weiter westlich in der Nähe der jüngeren Gräber besteht ein weiterer Ringweg, der über einen unbefestigten Weg mit dem Ende der Richards Road verbunden ist und so den einzigen weiteren öffentlichen Zugang zum Friedhof darstellt. Drei Baumgruppen sind auf dem ansonsten offenen Grundstück verteilt.
Westlich davon befindet sich ein als „The Hill“ bekannter Abschnitt mit 72 Grabsteinen mit der Jahreszahl 1852, vermutlich dem Jahr der allgemeinen Öffnung des Friedhofes. Diese quadratischen Grabmäler mit der Kantenlänge 20 Fuß (rund sechs Meter) sind in einen strengen Gittermuster angelegt. Dieser Abschnitt mit dem gewundenen Zugang entspricht der typischen ländlichen Friedhofsarchitektur in den Vereinigten Staaten in der Mitte des 19. Jahrhunderts.
Die noch weiter westlich liegenden Erweiterungen vom Anfang des 20. Jahrhunderts halten sich an das strenge Raster, sind aber flacher. Der westlichste Abschnitt – als „Waldron section“ bekannt – erhielt seinen Namen nach einem Bestatter, in dessen Regie ab den 1920er Jahren viele der hier gegrabenen Gräber entstanden. Auffällig sind hier vier Mausoleen, von denen eines an ein 1933 bei einem Unfall getötetes Mädchen als „Märtyrer des Automobilzeitalters“ erinnert. Einige nahegelegenen terrassenartige Flächen waren wahrscheinlich zur künftigen Erweiterung gedacht.

## Geschichte
Als 1781 der Unabhängigkeitskrieg zu Ende ging, wurde John Sloat irrtümlich in der Nähe des Hauses der Familie durch einen der Wachleute getötet, die sein Vater angeheuert hatte. Er wurde an der Stelle beerdigt, die heute den Abschnitt des Friedhofes bildet, die die Gräber der Familie aufnahm. Sein Sohn John D. Sloat wurde schließlich der erste Gouverneur Kaliforniens.
Es ist kein weiteres Sloat-Familienmitglied bekannt, das vor 1832 an der Stelle begraben wurde. Bis 1852 blieb der Friedhof eine exklusive Begräbnisstätte für Mitglieder der Familie, dann wurden auch weitere Bewohner der wachsenden Gemeinde hier beerdigt. 1878 wurde ein Trägerverein gegründet, die Sloatsburg Cemetery Association, sodass der Friedhof nicht mehr durch die Familie unterhalten wurde. Der Verein kauft im Jahr darauf ein 2,7 Acre (etwa ein Hektar) großes Grundstück von einer anderen Familie und begann damit, individuelle Grabstätten zu verkaufen, anstelle von Familiengräbern. Der ursprüngliche Abschnitt mit den Gräbern der Sloats wurde vom Verein 1896 an William Sloat rückübereignet. 1906 und nochmals 1912 wurden dem Friedhof weitere zwei Acre Fläche im Westen hinzugefügt. Der ortsansässige Bestatter Warren Waldron kaufte schließlich die letzte Parzelle im Westen und begann, Gräber anzubieten. Der Verein verkaufte 1936 das letzte Grab und löste sich auf. Dreizehn Jahre später, 1949, fand auf dem Friedhof die letzte Beerdigung statt.
In der Folgezeit kümmerte sich niemand um den Zustand des Friedhofes, der an die Town of Ramapo fiel, zu der Sloatsburg gehört. Einige der Familien fuhren fort, ihre Familiengräber zu pflegen, als Ganzes geriet der Friedhof in Vergessenheit und verwucherte, Grabsteine wurden 
vandalisiert und sogar gestohlen. Man geht davon aus, dass mehr als sechshundert Gräber heute unmarkiert sind. Fast ein halbes Jahrhundert später organisierten die Bürger des Ortes eine gemeinschaftliche Aufräumaktion und halten den Friedhof seitdem auf diese Weise in Ordnung.